# آکیکو سکی
| زاده          | ۸ سپتامبر ۱۸۹۹ توکیو، ژاپن       |
| ------------- | -------------------------------- |
| درگذشت        | ۲ می ۱۹۷۳ (۷۳ سالگی) توکیو، ژاپن |
| ملیت          | ژاپنی                            |
| پیشه          | خواننده                          |
| سال‌های فعالیت | ۱۹۲۱–۱۹۷۳                        |

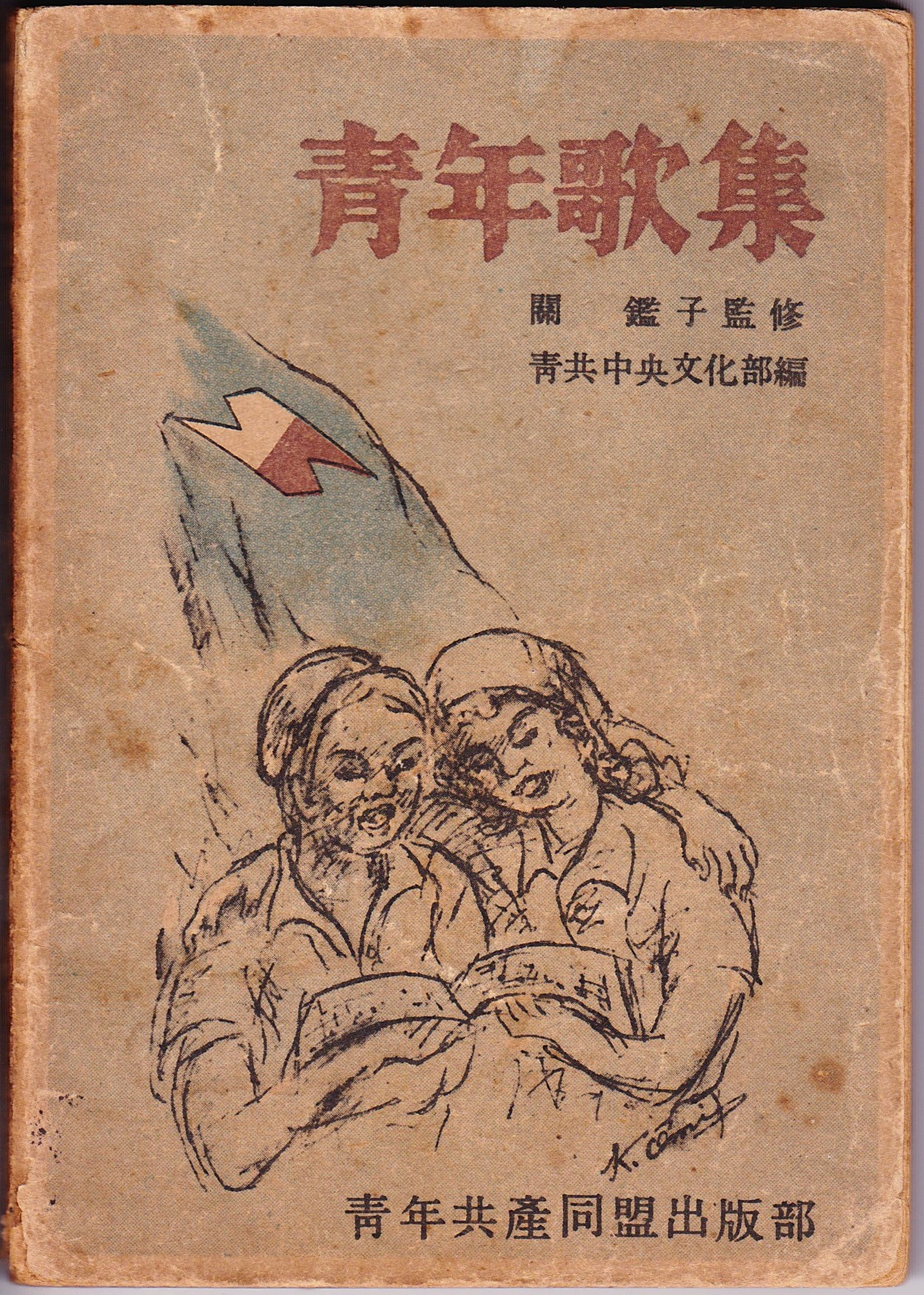
جلد اولین مجموعه ترانه‌ها برای جوانان با ویرایش آکیکو سکی (توکیو، تایپوگرافی بخش فرهنگی اتحادیه جوانان کمونیست ژاپن، ۱۹۴۸)

آکیکو سِکی (به ژاپنی: 関鑑子) (۸ سپتامبر ۱۸۹۹ – ۲ مه ۱۹۷۳) یک خواننده سوپرانوی ژاپنی بود که بیشتر به‌عنوان بنیان‌گذار جنبش آواز ژاپن (به ژاپنی: 日本のうたごえ، / うたごえ運動) شناخته می‌شود. او در سال ۱۹۵۵ موفق به دریافت جایزه صلح استالین شد.

## زندگی
- مارس ۱۹۲۱: در رشته آواز هنری از مدرسه موسیقی توکیو (به ژاپنی: 東京音楽学校، توکیو اونکاگو کاکو) فارغ‌التحصیل شد.[۱]
- ۱ می ۱۹۴۶: در اولین روز ماه می جهانی کارگر پس از جنگ در توکیو، او سرود انترناسیونال و نسخه ژاپنی پرچم سرخ را اجرا کرد. این اجرا الهام‌بخش او برای ایجاد یک جنبش موسیقی ملی در میان طبقه کارگر شد.[۲]
- ۱۰ فوریه ۱۹۴۸: گروه کر اتحادیه جوانان کمونیست ژاپن (به ژاپنی: 日本青年共産同盟 中央合唱団) را بنیان نهاد که در راستای جنبش ملی موسیقی طبقه کارگر فعالیت می‌کرد.[۱]
- ۲۰ دسامبر ۱۹۵۵: جایزه صلح استالین را دریافت کرد.

## نوشته‌ها
- مجموعه آهنگ برای جوانان (ژاپنی: 「青年歌集」) (توکیو، تایپوگرافی بخش فرهنگی اتحادیه جوانان کمونیست ژاپن، ۱۹۴۸).
- مجذوب صدای آواز (ژاپنی: 「歌ごえに魅せられて」)(توکیو، 1971).[۳]